# Елма (река, впадает в Ондозеро)
Елма (Елматозерка) — река в России, протекает в Республике Карелия. Вытекает из озера Киварьи. Протекает через озера Большое Елмъярви, Елмозеро (с притоком из Сигозера), Кодарви и Маръярви. Впадает в озеро Ондозеро. Длина реки — 50 км, площадь водосборного бассейна — 507 км².

## Данные водного реестра
По данным государственного водного реестра России относится к Баренцево-Беломорскому бассейновому округу, водохозяйственный участок реки — Нижний Выг от Выгозерского гидроузла и до устья. Речной бассейн реки — бассейны рек Кольского полуострова и Карелии, впадает в Белое море.
Код объекта в государственном водном реестре — 02020001312102000006376.